# اینتویت
شرکت اینتویت (به انگلیسی: Intuit Inc.) یک شرکت تولید نرم‌افزار آمریکایی است که در کار توسعه نرم‌افزارهای خدمات مالی و مالیاتی آماده‌سازی و مرتبط برای کسب و کارهای کوچک، حسابداران و دیگر افراد است. این شرکت در دلاویر ثبت شده‌است و دفتر مرکزی آن در مانتین ویو، کالیفرنیا قرار دارد.

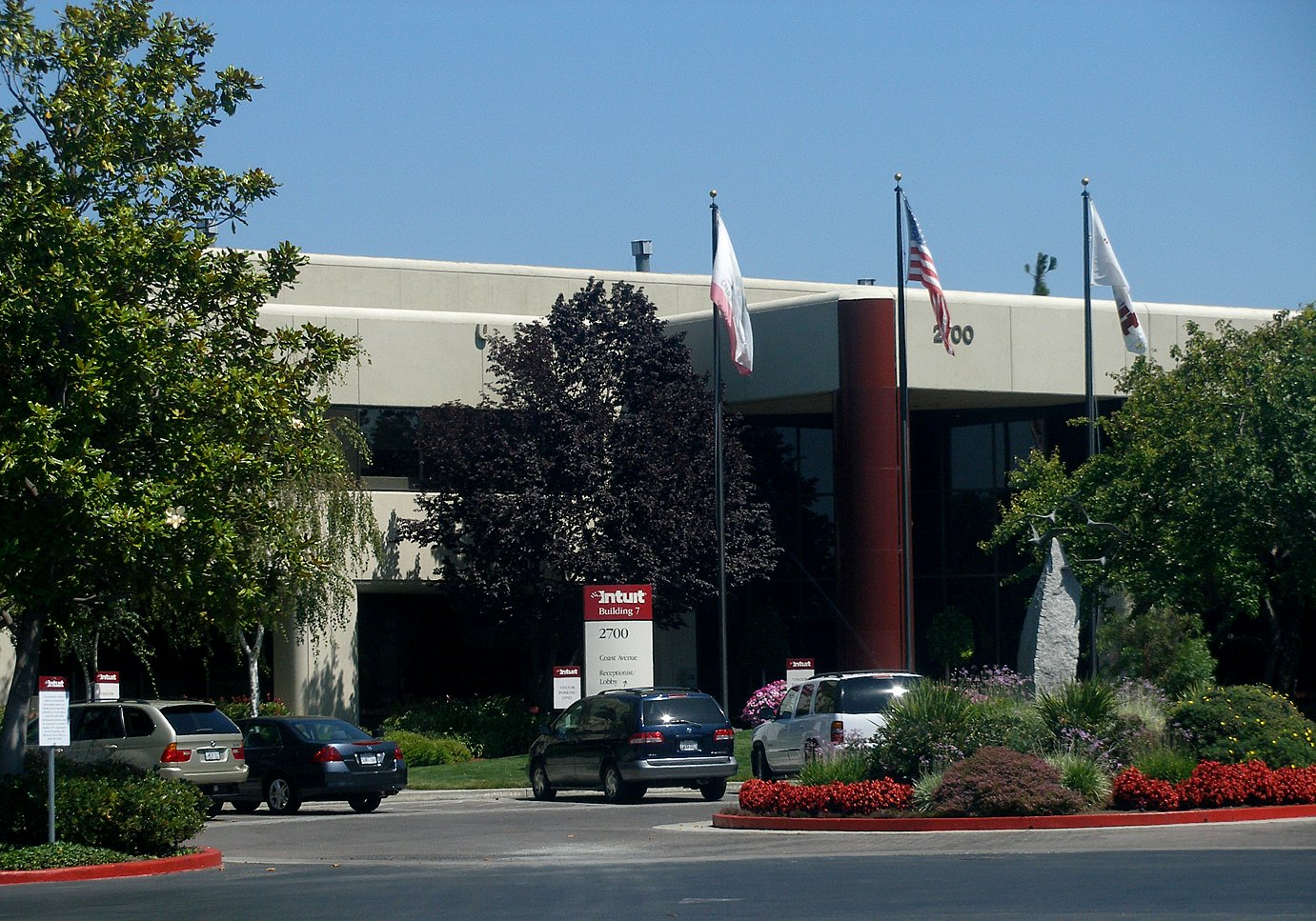
دفتر مرکزی اینتویت در مانتین ویو

این شرکت در سال ۱۹۸۳ به دست اسکات کوک و تام پرولکس در پالو آلتو، کالیفرنیا بنیان‌گذاری شد.